# بنس ذهبي
| قرش ذهبي                                                                                    | قرش ذهبي                                                                 |
| ------------------------------------------------------------------------------------------- | ------------------------------------------------------------------------ |
|                                                                                             |                                                                          |
| وجه العملة: هنري الثالث على العرش ممسكًا بـ الجرم السماوي وصولجان؛ منقوش هنريكوس ريكس الثالث | الوجه الآخر: صليب مع زهرة ذات خمس بتلات في كل ربع؛ منقوشويليام أون ليفند |
| ايه في 23 ملم و2.95 جرام. العملة الأولى 1257.                                               |                                                                          |

كان البنس الذهبي عملة إنجليزية من العصور الوسطى بقيمة عشرين بنس (أي1⁄12 جنيه إسترليني) وسُكّت في عام 1257 في عهد هنري الثالث. كانت العملة المعدنية قصيرة العمر حيث أصبحت قيمتها منخفضة بسرعة مما أدى إلى اختفائها بالكامل تقريبًا ولا توجد سوى ثمان عملات معدنية معروفة.

## التاريخ

### الحاجة إلى عملات ذات قيمة أعلى
حتى عهد الملك هنري الثالث ملك إنجلترا (1216-1272) كانت أي حاجة في إنجلترا لعملات معدنية تساوي أكثر من بنس واحد والتي كانت في ذلك الوقت عملة فضية تُلبى باستخدام العملات الذهبية والفضية البيزنطية أو العربية التي كانت متداولة بين التجار. مع ذلك ومع تزايد التجارة ازدادت الحاجة إلى عملات معدنية ذات قيمة أعلى. أصدر هنري تعليماته لصائغه ويليام من غلوستر في عام 1257 لإنتاج عملة من الذهب الخالص.

### المقدمة والاستخدام
قدم البنس الذهبي بقيمة عشرين بنس. حيث يظهر وجه العملة الملك جالسًا على العرش بملابسه الملكية ويحمل صولجانًا في يده اليمنى وصليبًا كرويًا في يده اليسرى مع الأسطورة هنريكوس ريكس الثالث (الملك هنري الثالث). يحتوي الجانب الخلفي على صليب طويل ممتد إلى الحافة مع زهرة في كل ربع واسم الصراف في النقش وعلى هذا ويليم أون لفند (ويليام من لندن). بعض الأمثلة تقرأ لفندن أو لفندي بدلاً من لفند.
لم يكن البنس الذهبي شائعًا. يقول توماس كارت في كتابه التاريخ العام لإنجلترا إن مواطني لندن قدموا احتجاجًا ضدهم في 24 نوفمبر 1257 وإن "الملك كان على استعداد لإلزامهم حتى أنه نشر إعلان يعلن فيه أنه لا أحد ملزم بأخذه [البنسات الذهبية] ومن يفعل ذلك يجوز له إحضاره إلى مبادلته ويتلقى هناك القيمة التي أصبح بها ساريًا مع خصم نصف بنس فقط من كل بنس على الأرجح لتغطية تكاليف العملات المعدنية".

### التقييم والصهر
وبالمقارنة بوزنها المعدني كانت العملة المعدنية مقومة بأقل من قيمتها الحقيقية. بحلول عام 1265 أصبح الذهب في العملة يساوي أربعة وعشرين بنس بدلاً من عشرين ويُعتقد أن معظم العملات المعدنية صهرها الأفراد لتحقيق الربح. ولم تسك العملات الذهبية مرة أخرى في إنجلترا حتى عهد الملك إدوارد الثالث بعد حوالي سبعين عامًا.

### اختفاء
بعد استرجاع جميع العملات المعدنية وإذابتها اختفى البنس الذهبي تمامًا عن الأنظار ونُسيت كل المعرفة بوجوده السابق. ومع ذلك في القرن الثامن عشر ظهرت وثائق تشير إلى أنه سكت هذه العملة. وبطريقة لا مفر منها نجا عدد قليل من العملات المعدنية من الذوبان - ربما ضاعت.

## أمثلة باقية
من المعروف الآن أن هناك ثمانية أمثلة باقية. اكتشف أحدثها في سبتمبر 2021 بواسطة كاشف الهواة مايكل لي-مالوري في حقل في هيميوك بديفون. وبيع في مزاد بمبلغ 648000 جنيه إسترليني في يناير 2022.

## روابط خارجية
- The 2021 discovery on The Portable Antiquities Scheme